# Alibaba a 40 krátkych songov
Alibaba a 40 krátkych songov je název šestého alba slovenské skupiny z Nitry Horkýže Slíže. Název kapely znamená ve slovenštině Kdeže nudle.
Většina stop na desce není delší než 10 sekund. Členové kapely se k tomu vyjádřili takto: "Toto není úplně normální album, na to si budete muset počkat do budoucího roku. Aby se vám lépe čekalo, nabízíme vám tuto sbírku krátkých písniček. Berte je s maximální rezervou a doufáme, že se budete bavit tak dobře jako my. Na nové desce se pracuje. S pozdravem HS." 

## Seznam skladeb
| Pořadí | Název                     | Délka |
| ------ | ------------------------- | ----- |
| 1.     | Adam Šangala              |       |
| 2.     | Jennifer                  |       |
| 3.     | Ho hu he                  |       |
| 4.     | Detektív                  |       |
| 5.     | Latino                    |       |
| 6.     | Jazzman                   |       |
| 7.     | Atómový kryt              |       |
| 8.     | Fakla,brejle              |       |
| 9.     | Nerobme to                |       |
| 10.    | 01234                     |       |
| 11.    | Koala                     |       |
| 12.    | Ruská                     |       |
| 13.    | Samuraj a fakír           |       |
| 14.    | Banda tupých hláv         |       |
| 15.    | Halucinogénne mäso        |       |
| 16.    | Máriova pieseň            |       |
| 17.    | Rododendron               |       |
| 18.    | Mala ho                   |       |
| 19.    | Maramukarela              |       |
| 20.    | Holandská                 |       |
| 21.    | Arabela                   |       |
| 22.    | Džn džn džn               |       |
| 23.    | Princezná                 |       |
| 24.    | Primátor                  |       |
| 25.    | Zvonár                    |       |
| 26.    | Preafektovaná             |       |
| 27.    | Klince                    |       |
| 28.    | Aj tak si myslím          |       |
| 29.    | Malá Žužu/feat.Lapašanka/ |       |
| 30.    | Vĺčko Tĺčko               |       |
| 31.    | Vĺčko Tĺčko II.           |       |
| 32.    | Vĺčko Tĺčko III.          |       |
| 33.    | Lara Croft                |       |
| 34.    | Horor                     |       |
| 35.    | E.T.                      |       |
| 36.    | Les je hustý              |       |
| 37.    | Nechceš byť so mnou       |       |
| 38.    | Kolotočár                 |       |
| 39.    | Nebolo to zlé/Happy end/  |       |
| 40.    | Banda tupých hláv         |       |